# Shuanglu, Dazu
Shuanglu (kinesiska: 双路, 双路街道) är ett stadsdelsdistrikt i sydvästra Kina. Det ligger i stadsdistriktet Dazu i storstadsområdet Chongqing,  omkring 79 kilometer väster om det centrala stadsdistriktet Yuzhong.